# Шотт, Вальтер
Вальтер Шотт (нем. Walter Schott; 18 сентября 1861, Ильзенбург — 2 сентября 1938, Берлин) — немецкий скульптор и медальер.
Вальтер Шотт получил образование в Ганновере и в Берлинской академии искусств. С 1885 года работал в Берлине свободным художником, став одним из основных представителей необарокко в берлинской скульптурной школе. Автор многочисленных памятников, в частности, создал скульптуру Альбрехта Медведя для аллеи Победы в Берлине. Пользовался покровительством кайзера Вильгельма II и был забыт в Веймарской республике. Умер в Берлине и был похоронен в Ильзенбурге.